# His Regeneration
Pour les articles homonymes, voir Régénération (homonymie).
Pour plus de détails, voir Fiche technique et Distribution.
His Regeneration est un film muet américain écrit, réalisé, produit et interprété par Gilbert M. Anderson (Broncho Billy Anderson) et sorti en 1915.

## Synopsis
Le court-métrage raconte l'histoire de deux rivaux, tous deux amoureux d'une ballerine. L'un d'eux est un criminel endurci. La première partie du film se déroule dans un bar et se termine par une bagarre entre les deux adversaires.
L'histoire s'achève, dans la seconde partie, par une scène dramatique d'homicide et de vol.

## Fiche technique
- Titre français : His Regeneration
- Titre original : His Regeneration
- Réalisation : Gilbert M. Anderson
- Scénario : Gilbert M. Anderson
- Photographie :
- Montage :
- Producteur : Gilbert M. Anderson
- Société de production : The Essanay Film Manufacturing Company
- Société de distribution : General Film Company
- Pays d'origine :  États-Unis
- Langue : film muet avec les intertitres en anglais
- Format : Noir et blanc — 35 mm — 1,33:1 — Muet
- Genre : Film dramatique
- Durée : 15 minutes (14 minutes pour le DVD sorti en Espagne[1])
- Éditions DVD : Chaplin's Essanay comedies, Vol. 2. Le DVD comprend aussi The Bank, By the Sea, The Tramp, A Woman et Work[2].
- Dates de sortie : 
  -  États-Unis : 7 mai 1915

## Distribution
Charlie Chaplin apparaît une dizaine de secondes dans le rôle de Charlot. Ce dernier, alors acteur débutant, n'est pas crédité au générique. Cependant, le titre du film, à côté de la mention du nom du réalisateur, précise : « un peu aidé par Charlie Chaplin » (« ... slightly assisted by Charlie Chaplin »). Chaplin avait un accord avec le réalisateur Gilbert M. Anderson, qui apparaît dans son film de 1915, Charlot boxeur (The Champion).
- Gilbert M. Anderson (Broncho Billy Anderson) : Le cambrioleur repenti.
- Marguerite Clayton : La fille.
- Lee Willard : Le complice du cambrioleur.
- Hazel Applegate : La servante.
- Belle Mitchell : La fille du bar.
- Lloyd Bacon : Le cambrioleur repenti.
- Robert McKenzie : Le maître d'hôtel.
- Bill Cato : Le premier policier dans la maison.
- Darr Wittenmyer : Le second policier dans la maison.
- Victor Potel : Le commis du prêteur sur gages.
- Charles Chaplin : Un consommateur (non crédité au générique).
- Bud Jamison (non crédité)

## Critique
Le film est peu cohérent, alternant des moments de tension et des épisodes de remplissage. Le thème de la régénération des délinquants était à la mode à cette époque et a été utilisé par Chaplin dans Charlot policier (Police), en 1916.

## Réalisation
Le film a été tourné dans les studios Essanay, à Niles (Californie, États-Unis).

## Exploitation à l'étranger
Le film porte les titres suivants :
- Brésil : Regeneração.
- Royaume d'Espagne : Su regeneración.
- Royaume d'Italie : La sua rinascita.
- Portugal : A regeneração de Bronco Billy.